# Lawal Ismail
Lawal Adebowale Ismail, född 5 september 1991 i Nigeria, är en nigeriansk fotbollsspelare. Han har tidigare spelat för bland annat IFK Göteborg och Syrianska FC.

## Karriär
Inför säsongen 2017 skrev Ismail kontrakt med Assyriska FF. I december 2017 förlängdes hans kontrakt över säsongen 2018.